# Hypaeus barromachadoi
Hypaeus barromachadoi är en spindelart som beskrevs av Lodovico di Caporiacco 1947. Hypaeus barromachadoi ingår i släktet Hypaeus och familjen hoppspindlar. Inga underarter finns listade i Catalogue of Life.